# Cara mamma
Cara Mamma è un album di Christian, pubblicato nel 2011.
Produzione esecutiva di Nando Sepe, Produzione artistica ed arrangiamenti di Mauro Paoluzzi.

## Tracce
1. Mamma
2. Comme facette...mammeta
3. Mamy Blue
4. Portami a ballare
5. Le mamme
6. In bianco e nero
7. Mamma Maria
8. Lei
9. Ti amo tantissimo
10. La più bella
11. Elena
12. Tu si na cosa grande
13. Mamma